# Карија Феро (Месина)
Карија Феро је насеље у Италији у округу Месина, региону Сицилија.
Према процени из 2011. у насељу је живело 102 становника. Насеље се налази на надморској висини од 169 м.